# Игольченко, Сергей Викторович
Серге́й Ви́кторович Иго́льченко (род. 4 августа 1966) — Герой Советского Союза, старший механик-водитель танка 66-й отдельной Краснознаменной ордена Ленина Выборгской мотострелковой бригады 40-й армии Краснознамённого Туркестанского военного округа (ограниченный контингент советских войск в Демократической Республике Афганистан), рядовой.

## Биография
Родился 4 августа 1966 года в деревне Берёзовка Бутурлиновского района Воронежской области (ныне в черте города Бутурлиновка) в крестьянской семье. Русский. Окончил 8 классов Берёзовской восьмилетней школы и профтехучилище. Работал в колхозе «Березовский».
В Советской Армии с ноября 1985 года. Службу проходил в составе ограниченного контингента советских войск в Афганистане. Старший механик-водитель танка комсомолец рядовой Сергей Игольченко, боевая машина которого за период участия в боевых действиях шесть раз подрывалась на вражеских минах и фугасах, был дважды ранен, шесть раз контужен, но каждый раз оставался в строю.

### Звание Герой Советского Союза
Указом Президиума Верховного Совета СССР от 3 марта 1988 года — «За мужество и героизм, проявленные при оказании интернациональной помощи Демократической Республике Афганистан рядовому Игольченко Сергею Викторовичу присвоено звание Героя Советского Союза с вручением ордена Ленина и медали „Золотая Звезда“ (№ 11569)».

### Дальнейшая судьба
В 1987 году уволен в запас, вернулся на родину. Работал каменщиком в строительной бригаде, а в последующие годы — мастером производственного обучения в Профессиональном училище № 39 города Бутурлиновки Воронежской области. В настоящее время проживает в Воронежской области.

## Награды
- Медаль «Золотая Звезда»;
- орден Ленина;
- Орден Дружбы (15.06.1999).